# لیلی ایمن
لیلی آهی، معروف به لیلا اَیمَن، (زاده ۲۷  اردیبهشت ۱۳۰۸ – درگذشته ۱۵ شهریور ۱۳۹۷) از مؤسسان شورای کتاب کودک در سال ۱۳۴۱ بود. لیلی آهی از هنگام آغاز به کار این شورا تا سال ۱۳۵۹ که از ایران به ایالات متحده آمریکا کوچ کرد، دبیر هیئت مدیره شورای کتاب کودک بود. لیلی آهی و توران میرهادی از دوستان و همکاران بسیار نزدیک بودند.
لیلی آهی مشاور فنی اداره کل مطالعات و برنامه‌های وزارت فرهنگ، آموزگار ادبیات کودک به مربیان کودکستان، پایه‌گذار بخش انتشار کتاب‌های کودکان به زبان فارسی به دعوت بنگاه ترجمه و نشر کتاب، و عضو گروه بررسی کتاب‌های درسی دبستان به دعوت مؤسسه انتشارات فرانکلین بود. لیلی ایمن پس از دوره ویژه‌ای که در آمریکا گذراند، دبیر فنی و مشاور فنی وزارت آموزش و پرورش، بنیانگذار، عضو و دبیر هیئت مدیره شورای کتاب کودک از آغاز پیدایش در ۱۳۴۱ تا ۱۳۵۹ شد. کار عمده این شورا بررسی ادبیات کودکان بود و انتخاب کتاب سال کودک از وظایف آن شورا به شمار می رفت. همچنین او از اعضای نگارش کتاب های جدید فارسی در پایه اول،دوم و سوم دبستان در سال های آغازین دهه چهل خورشیدی می باشد و نقش تعیین کننده ای در باز آفرینی زبان و ادبیات فارسی داشته است.

## کنش‌ها
آغاز کنش‌های لیلی ایمن (آهی) همکاری با توران میرهادی در مجله سپیده فردا در سال ۱۳۳۲ بود. این همکاری به برگزاری نخستین نمایشگاه کتاب کودک در سال ۱۳۳۵ انجامید. استقبال از این نمایشگاه به جایی رسید که در سال‌های ۱۳۳۷ و ۱۳۳۹ نیز برگزار شد.

## شورای کتاب کودک
در هنگام برگزاری نمایشگاه‌های کتاب کودک لیلی آهی و ۳۷ نفر از دیگر همکاران و همفکران او به کمبود ادبیات کودک پِی بردند؛ بنابراین نهادی را برای سامان‌دهی به ادبیات کودک پایه گذاشتند. اساسنامه این نهاد در مدرسه فرهاد نوشته شد. در هنگام آغاز به کار این نهاد در ۱۳۴۱ آن را «شورای کتاب کودک» نامیدند و از همان زمان برای افزایش کیفیت و وضعیت ادبیات کودک، با همه توان تلاش کردند. کار عمده این شورا بررسی ادبیات کودک و انتخاب کتاب سال کودک بود. لیلی آهی دلیل رشد شورای کتاب را نبود وابستگی به هیچ نهاد دولتی و استقلال کاری و فکر آن می‌دانست.

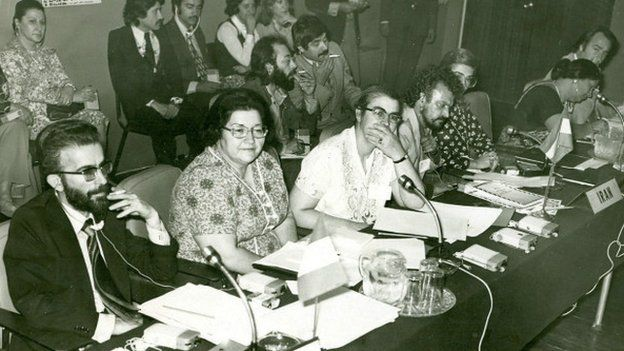
کنفرانس مجمع بین‌المللی کارشناسان «ادبیات کودکان در خدمت آشنایی و همکاری جهانی» در کانون پرورش فکری کودکان و نوجوانان در سال ۱۳۴۵ از چپ به راست: محمود کیانوش، لیلی آهی، و توران میرهادی

لیلی آهی دو دوره به عنوان عضو هیئت مدیره دفتر بین‌المللی کتاب برای نسل جوان (IBBY) برگزیده شد و از سوی این هیئت در کنگره برزیل و چند سال پس از آن در آلمان شرکت کرد.

## نوشته‌ها
از لیلی آهی ۳۹ نوشته منتشر شده‌است. کتاب‌های "پالتو قرمز"، "هرکه پیدا کرد مال خودش"، و نوشتارهای مانند "نقدها و نظرها:شورای کتاب کودک" و "کتابهای خوب کدامند؟" از آن جمله هستند.

## زندگی شخصی
ایشان همسر جناب دکتر ایرج ایمن و مادر «سبا»، «رویا» و «راما» ایمن هستند.
ایشان در یکی از مصاحبه هایشان به سوال اینکه مهمترین انگیزه فعالیت در بستر تعلیم و تربیت را چه بود؛ پاسخ دادند استادی به نام دکتر محمد باقر هوشیار داشتند که تاثیر بسزایی در ایجاد این انگیزه داشتند،دیدی که دکتر هوشیار در مورد یک انسان و وظیفه یک معلم داشتند ایده آلی را در ایشان شکل داد که چگونه می توانند به بهترین وجه به مردم کشورشان خدمت نمایند.
بانو لیلی ایمن (آهی) از پیروان آیین بهائی بودند.

## درگذشت
لیلی ایمن در سال ۱۳۹۷ در سن ۸۹ سالگی درگذشت.